# Peter Mikkelsen
Peter Mikkelsen (Copenhague, 1 de maio de 1960 – 30 de janeiro de 2019) foi um árbitro de futebol da Dinamarca.
Estreou na liga profissional dinamarquesa em 1985, mesmo ano em que passou a integrar o quadro da FIFA. Permaneceu até 1996 e encerrou a carreira em 1998. Foi premiado como melhor árbitro do mundo em 1991 e 1993.
Participou de duas Copas do Mundo: em 1990 mediou duas partidas e em 1994 três.
Participou também de duas UEFA Euros: oficiou uma partida em 1992 e duas em 1996.
Em 2013 Mikkelsen foi diagnosticado com melanoma em metástase, vindo a falecer em 30 de janeiro de 2019 aos 58 anos de idade.